# アイディン・フルスティッチ
アイディン・フルスティッチ（Ajdin Hrustic、1996年7月5日 - ）は、オーストラリア・ダンデノング出身のサッカー選手。オーストラリア代表。ポジションはMF。

## クラブ経歴
メルボルンに生まれ、サウス・メルボルンFC等のユースに在籍した後、2010年にノッティンガム・フォレストFCのユースに移籍。その後、FKアウストリア・ウィーン、シャルケ04、FCフローニンゲンとヨーロッパの著名なクラブのユースに在籍した。
2015年6月にFCフローニンゲンと3年のプロ契約を締結。2017年4月2日のAZアルクマール戦で70分にアレクサンダー・セルロートに代わって出場しプロ初出場。プロ初得点は2週間後のPECズウォレ戦で長距離のシュートを決めて5-1の勝利に寄与した。
2020年9月28日、アイントラハト・フランクフルトと2023年までの契約を締結した。
2022年9月1日、エラス・ヴェローナFCに加入した。
2024年2月1日、ヘラクレス・アルメロに移籍した。

## 代表経歴
オーストラリアサッカー連盟には知られておらず年代別代表には縁も無く、父の母国であるボスニア・ヘルツェゴビナのU-21代表に招集されようとしていたが、彼自身はオーストラリア代表を志していた。その中で2017年3月にU-23オーストラリア代表に初めて選出された。
同年5月22日には6月に行われる2018 FIFAワールドカップ・アジア3次予選のサウジアラビア代表戦、親善試合のブラジル代表戦、そしてFIFAコンフェデレーションズカップ2017に挑むオーストラリア代表の当初の30人のメンバーに選ばれた。彼はボスニア・ヘルツェゴビナ代表からの代表招集のオファーを蹴ってこれに参加、最終的な23人のメンバーにも選ばれた。この中のブラジル代表戦の57分から途中出場しオーストラリア代表デビューを果たしたが、この試合は4-0の完敗であった。

## 個人
- メルボルンで生まれ、近郊のダンデノンで育った。父親はボスニア・ヘルツェゴビナ出身で母親はルーマニア出身のため、これらの国籍も持ち合わせている[16][4][17]。
- 主にトップ下やセントラルMFを務めている[2]。フルスティッチ自身も「自分は中央のMFだと思っている。もちろんそのポジションには大きな競争があるけど、その競争も好きだよ」と語っている[18]。
- 華麗でボール扱いに長け、得点力と創造力を併せ持つ司令塔[19]。

## 個人成績
2020年4月24日現在
| 2016-17 | フローニンゲン | 36       | エール | 7  | 1 | 0 | 0 | 7  | 1 |
| 2017-18 | フローニンゲン | 18       | エール | 18 | 1 | 1 | 1 | 19 | 1 |
| 2018-19 | フローニンゲン | 18       | エール | 18 | 0 | 1 | 0 | 19 | 0 |
| 2019-20 | フローニンゲン | 18       | エール | 25 | 3 | 2 | 0 | 27 | 3 |
| 通算    | オランダ       | オランダ | エール | 68 | 5 | 4 | 1 | 72 | 6 |
| 総通算  | 総通算         | 総通算   | 総通算 | 68 | 5 | 4 | 1 | 72 | 6 |

## 代表

### 出場大会
- オーストラリア代表
  - 2022 FIFAワールドカップ

### 試合数
- 国際Aマッチ 24試合 3得点（2017年-）[21]

| オーストラリア代表 | 国際Aマッチ | 国際Aマッチ |
| 年                 | 出場        | 得点        |
| ------------------ | ----------- | ----------- |
| 2017               | 1           | 0           |
| 2018               | 0           | 0           |
| 2019               | 2           | 0           |
| 2020               | 0           | 0           |
| 2021               | 10          | 2           |
| 2022               | 10          | 1           |
| 2023               | 1           | 0           |
| 2024               |             |             |
| 通算               | 24          | 3           |

## タイトル
アイントラハト・フランクフルト
- UEFAヨーロッパリーグ: 2021-22